# Danito Nhampossa
Danito Nhampossa (ur. 20 marca 1970) – mozambicki piłkarz grający na pozycji pomocnika. W swojej karierze rozegrał 18 meczów w reprezentacji Mozambiku.

## Kariera klubowa
W swojej karierze piłkarskiej Nhampossa grał w klubach Ferroviário Maputo (do 2007), Atlético Muçulmano (2008-2009) i HCB Songo (2010). Wywalczył pięć tytułów mistrza Mozambiku w sezonach 1996, 1997, 1998/1999, 2002 i 2005 oraz zdobył dwa Puchary Mozambiku w latach 2004 i 2008.

## Kariera reprezentacyjna
W reprezentacji Mozambiku Nhampossa zadebiutował 22 stycznia 1995 w wygranym 4:2 meczu kwalifikacji do Pucharu Narodów Afryki 1996 z Namibią, rozegranym w Matoli. W 1996 roku powołano go do kadry na Puchar Narodów Afryki 1996. Na tym turnieju nie wystąpił ani razu. Od 1995 do 1998 rozegrał w kadrze narodowej 18 meczów.